# Charles Aubry
Charles Marie Barbe Antoine Aubry (Saverne, 20 juni 1803 - Parijs, 3 maart 1883) was een Frans jurist en hoogleraar aan de Universiteit van Straatsburg.

## Biografie

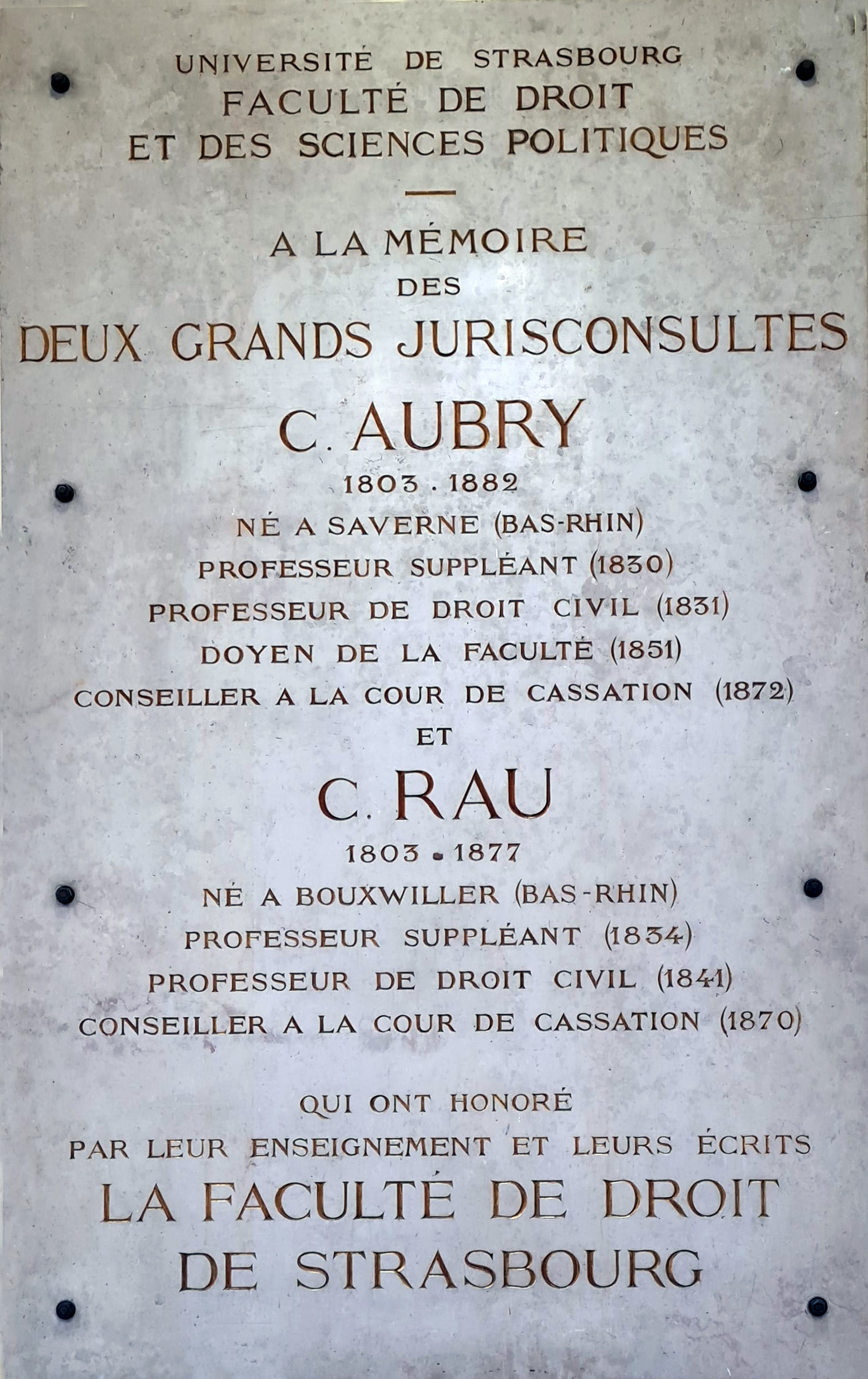
Gedenkplaat voor Charles Aubry en Charles-Frédéric Rau aan de Universiteit van Straatsburg.

Charles Aubry behaalde in 1822 zijn diploma in de rechten. Van 1830 tot 1832 was hij docent en vervolgens van 1833 tot 1872 hoogleraar burgerlijk recht aan de Universiteit van Straatsburg. Van 1854 tot 1870 was hij er decaan van de rechtsfaculteit. Samen met Charles-Frédéric Rau was hij co-auteur van de Cours de droit civil, vertaald uit het Duits naar Karl Salomo Zachariae.

## Onderscheidingen
- Officier in het Legioen van eer (1861)[1]

## Werken
- (fr)  Cours de droit civil, vijf (later acht) volumes, 1838 (samen met Charles-Frédéric Rau, vertaling van het werk van Karl Salomo Zachariae).

- Bibliothèque nationale de France: cb11889434x (data)
- Catàleg d'autoritats de noms i títols de Catalunya: 981058509569206706
- Gemeinsame Normdatei: 116211903
- International Standard Name Identifier: 0000 0000 8122 3441
- Library of Congress Control Number: n88071440
- Nationale Bibliotheek van Letland: 000074706
- Base Léonore: LH//67/72
- Nationale Bibliotheek van Tsjechië: mub2015862057
- Nationale Bibliotheek van Israël: 987007427064205171
- Nederlandse Thesaurus van Auteursnamen: 068782454
- Siprojuris: 56290
- Système universitaire de documentation: 02669509X
- Virtual International Authority File: 44294775
- WorldCat: E39PBJdx6VXp3y9RVPF49rgqcP